# Mobile Downtown Airport

i7
i11
i13
Der Mobile Downtown Airport (auch Brookley Complex und Brookley Field, IATA-Code: BFM, ICAO-Code: KBFM) ist ein industrieller Komplex und Flughafen sieben Kilometer südwestlich der Innenstadt von Mobile, Alabama. Der Komplex liegt an der westlichen Küstenlinie der Mobile Bay und wird von der Mobile Airport Authority verwaltet.
Der Flughafen hat einen Tower und zwei Start- und Landebahnen von 2.926 m und 2.377 m Länge, die über Instrumentenlandesysteme verfügen. Neben dem Flughafengelände beherbergt der Komplex mehrere Luftfahrthersteller wie z. B. Airbus und bietet direkten Anschluss an Schiene, Straße und den Seeweg.

## Nutzung
Auf dem Brookley Complex werden Flugzeuge von FedEx, US Airways und United Airlines instand gesetzt. Federal Express nutzt den Komplex ebenfalls für drei tägliche Transportflüge nach Memphis. 
Außerdem wurde ein Frachtterminal zu einem Passagierterminal umgebaut und am 1. Mai 2019 in Betrieb genommen. Seitdem führt Frontier Airlines Passagierflüge durch.

## Ausbau
EADS North America wählte das Flughafengelände für ein Entwicklungsbüro mit 250 Beschäftigten aus. Die EADS und Northrop Grumman veröffentlichten Anfang 2008 Pläne, wonach das Tankflugzeug KC-30 (beziehungsweise KC-45A), welches weitgehend auf dem Airbus A330 MRTT basiert, für die United States Air Force auf dem Gelände von über 1000 Beschäftigten endmontiert werden soll. Den Auftrag für die Tankerflotte der USA erhielt aber letztendlich Boeing.
Am 2. Juli 2012 gab Airbus bekannt, am Standort Mobile eine Montagelinie für die Airbus-A320-Familie aufbauen zu wollen. Baubeginn war im Sommer 2013, und mit der Produktion wurde 2015 begonnen. Das erste Flugzeug, eine A321ceo für Jetblue Airways, hatte am 24. Februar 2016 ihren Rollout, der Erstflug wurde am 21. März absolviert. Die Auslieferung des Flugzeugs erfolgte am 25. April 2016. Bis zum Jahr 2018 soll die Kapazität des Werks auf 40 bis 50 Flugzeuge im Jahr erhöht werden. Insgesamt will Airbus etwa 600 Millionen US-Dollar investieren und erhält vom Bundesstaat Alabama finanzielle und logistische Unterstützung im Wert von 158 Millionen US-Dollar. Am 11. Juni 2018 wurde das erste in Mobile montierte Flugzeug der Airbus A320neo-Familie, ein Airbus A321neo, an Hawaiian Airlines übergeben.
Nach der Übernahme der Bombardier CSeries und deren Umbenennung in Airbus A220 begann Airbus am 16. Januar 2019 mit der Errichtung einer Endmontagelinie für den Airbus A220. Der Bau des ersten Flugzeugs, einem für Delta Air Lines bestimmten Airbus A220-300, begann am 5. August 2019. Dieses Flugzeug wurde am 13. September 2019 durch Löschschaum aus dem Feuerlöschsystem der Halle beschädigt.

## Fluggesellschaften und Ziele
Frontier Airlines führt mit Flugzeugen des Typs Airbus A320 Flüge nach Chicago–O’Hare und Denver durch.

## Zwischenfälle
- Am 4. April 1952 kollidierte eine Douglas C-124A Globemaster II der United States Air Force (USAF) (Luftfahrzeugkennzeichen 50-1260) mit einer Douglas DC-3/VC-47D der USAF (45-926) 9 Kilometer nördlich der Mobile-Brookley Air Force Base. Beide Maschinen stürzten ab und gingen in Flammen auf. In der C-124 kamen alle 6 Besatzungsmitglieder ums Leben, in der DC-3/VC-47 alle 9 Insassen.[16]